# Mexicana
Mexicana ou Mexicana de Aviación (en espagnol: Compañía Mexicana de Aviación SA de CV), (code AITA : MX ; code OACI : MXA) était une compagnie aérienne du Mexique.
Elle exploitait des vols intérieurs et internationaux depuis ses plates-formes à l'aéroport international de Mexico et à l'aéroport international de Guadalajara.
C'était la 3e plus ancienne compagnie au monde à avoir conservé son nom originel, après KLM et Qantas. Elle faisait partie de Star Alliance jusqu'en 2004. En 2008, elle a transporté près de 11,7 millions de passagers.
Mexicana était membre de Oneworld. Elle fit faillite le 28 août 2010 à midi.

## Histoire

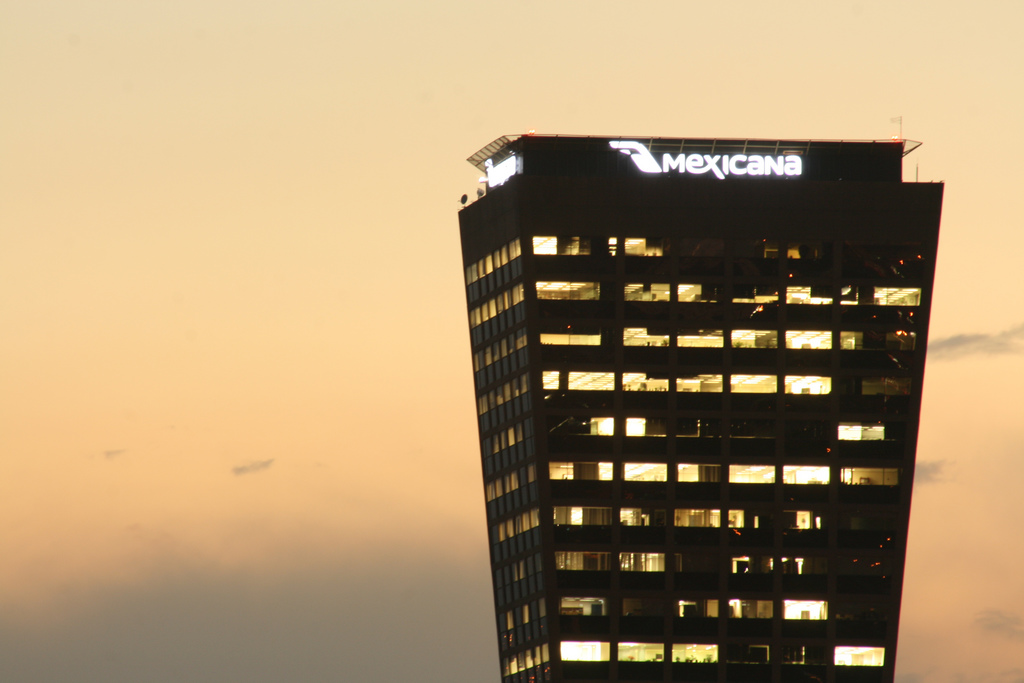
Siège social de Mexicana à Mexico

Ancien logo

- Le 12 juillet 1921, dans le district fédéral de Mexico, est fondée la Compañía Mexicana de Transportación Aérea (CMTA), ancêtre de Mexicana Airlines. Le 20 août 1924, à Tampico, les Américains George L. Rihl, William Mallory, R.G. Piper et Carl V. Schlaet fondent Mexicana Airlines. Le biplan de la compagnie servait à transporter les salaires sur les champs pétrolifères qui étaient largués en vol.
- Début des années 1950, Mexicana reçoit son premier Douglas DC-6[4].
- En 1960, Mexicana acquiert un de ses cinq De Havilland Comet, utilisé sur sa route aérienne Mexico-Los Angeles[5].
- En 1971, elle inaugure deux nouvelles routes aériennes, Mexico-San Juan et Mexico-Denver[6].
- En 1981, Mexicana reçoit son premier McDonnell Douglas DC-10[7].
- Le 31 mars 1986, le vol 940 Mexicana s'écrase à Maravatío. En 1996, Mexicana entre dans le groupe CINTRA, une holding qui comprend les compagnies suivantes : Mexicana de Aviación, Aerocaribe, AeroMexico, SEAT, Aerolitoral, Aeromexpress, Centro de Capacitación Alas de América et Sabre (Mexique). CINTRA est actuellement une des plus grandes entreprises du Mexique.
- En 2001, Mexicana célèbre son 81e anniversaire[8].
- En 2004, Mexicana signe un accord de partage de codes avec American Airlines[9].
- Le 29 novembre 2005, CINTRA vend Mexicana et Click Mexicana à la chaîne hôtelière Grupo Posadas, pour 165,5 millions de dollars. Avec Click Mexicana, Mexicana forme le Grupo Mexicana. Mexicana a réceptionné en 2005 son premier Airbus A318 sur les dix exemplaires commandés auprès d'Airbus. Cet appareil est équipé de moteurs CFM56. En 2006, Mexicana signe un accord de partage de codes avec Qantas[10].
- En décembre 2008, Mexicana inaugure ses deux nouvelles routes aériennes Mexico-São Paulo avec un Boeing 767 et Mexico-Orlando avec un Airbus A320[11].
- En janvier 2009, Mexicana inaugure sa nouvelle route aérienne Mexico-Londres[12]. En 2009, faisant suite à la crise que traverse le secteur aérien national, le gouvernement mexicain évoque la possibilité de fusionner Mexicana avec sa rivale Aeroméxico[13].
- Le 10 novembre 2009, Mexicana a rejoint l'alliance Oneworld[2].
- Le 3 août 2010, Mexicana se déclare officiellement en cessation de paiements[14]. Le 4 août 2010, elle suspend la vente de ses billets pour l'international à l'exception des vols intérieurs au Mexique via ses filiales MexicanaClick et MexicanaLink[15]. Le 21 août 2010, un consortium d'investisseurs mexicains annonce l'acquisition de 95 % de la compagnie, laissant 5 % au syndicat national des pilotes[16].
- Le 28 août 2010 à 12h00, Mexicana cesse définitivement toute activité, mettant fin à une histoire vieille de 89 ans[17].
- Le 10 novembre 2010, Mexicana annonce qu'elle pourrait voler de nouveau à partir de mi-décembre juste à un plan de sauvetage de 155 millions de dollars[18].
- En 2023, Mexicana de Aviación est recréée en tant que compagnie publique gérée par le secrétariat à la Défense nationale du Mexique. Elle effectue son premier vol le 26 décembre 2023[19].

## Destinations

### Anciennes Destinations
Mexicana desservait 48 destinations au Canada, aux États-Unis, au Mexique, en Amérique centrale, en Amérique du Sud et en Europe.

### Amérique du Nord
- (Calgary, Edmonton, Montréal-Trudeau, Toronto, Vancouver)
- (Chicago, Dallas/Fort Worth, Denver, Fresno, Las Vegas, Los Angeles, Miami, New York JFK, Oakland, Orlando, Sacramento, San Antonio, San Francisco, San José, Washington, D.C.)
- (Acapulco, Cabo San Lucas, Cancún, Guadalajara, León, Mazatlán, Mexicali, Mexico, Monterrey, Morelia, Oaxaca de Juárez, Puerto Vallarta, Tijuana, Zacatecas)

Caraïbes
- (La Havane)

Amérique Centrale
| - (San José) | - (Guatemala) | - (Panama) | - (San Salvador) |

### Amérique du Sud
| - (Buenos Aires) | - (São Paulo) | - (Bogotá) | - (Caracas) |

### Europe
| - (Madrid) | - (Londres Gatwick) |

## Flotte
En mars 2009, Mexicana exploitait 68 avions. En août 2009, l'âge moyen de la flotte de Mexicana s'élevait à 10.5 ans.

## Partenariats
Outre ses partenaires Oneworld, MexicanaClick et MexicanaLink, Mexicana avait des accords de partage de codes avec les compagnies aériennes suivantes:
| - Aeromar - Air New Zealand | - American Airlines* - Avianca | - Iberia* - Japan Airlines* | - Lufthansa - Qantas* |

* membres de Oneworld

## Galerie de photos

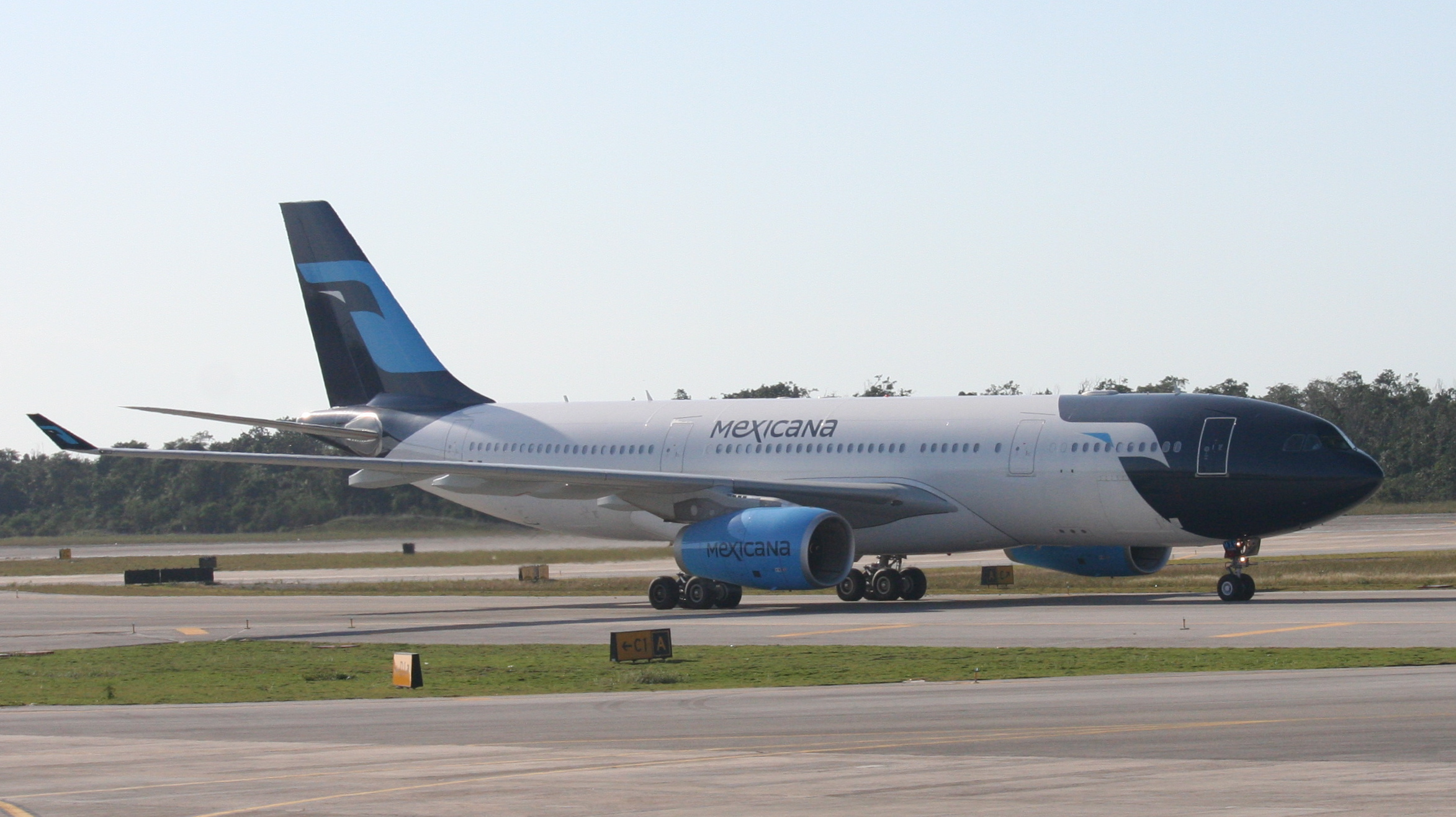
Airbus A330-200
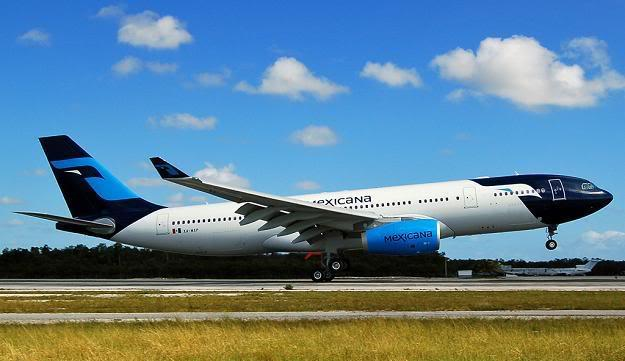
Airbus A330-200
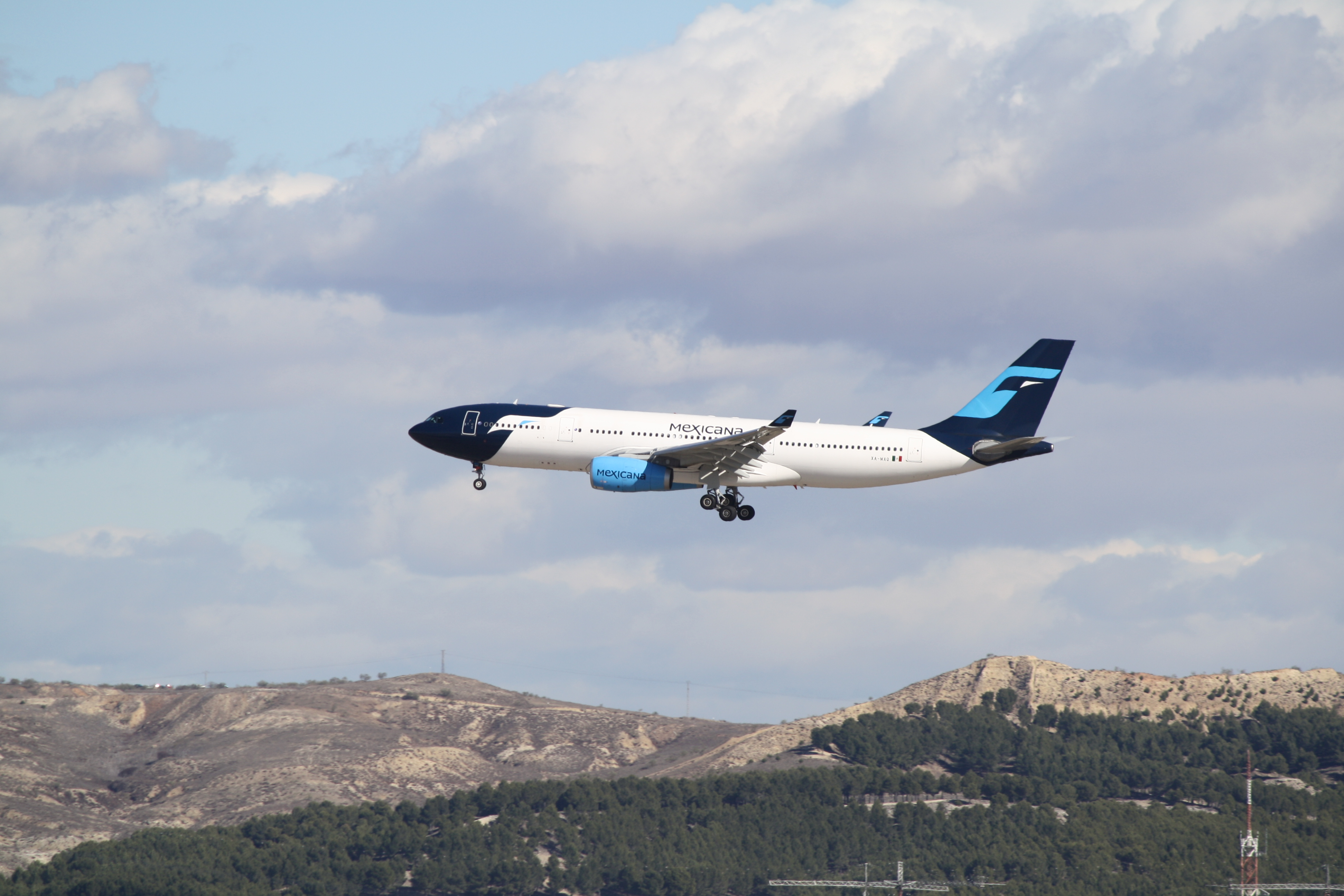
Airbus A330-200